# Dunhuang
Dunhuang léase en chino: Dun-Juáng, lit. 'Dun1huang2.ogg' (en chino: 敦煌市,escrito hasta los inicios de la dinastía Qing:炖煌,pinyin: Dūnhuáng) es un municipio de la República Popular China bajo la administración directa de la ciudad-prefectura de Jiuquan, en la provincia de Gansu. Tiene una población de 130 000 habitantes (2002). Fue una ciudad importante dentro de la antigua Ruta de la Seda. Entre los siglos IV al XIII fue un rico centro budista —en 1900 se encontraron unos valiosos manuscritos—. Era conocida a veces como Shazhóu o Shachou (沙州), la Prefectura de las Arenas.
La ciudad es especialmente conocida por las Cuevas de Mogao.

## Administración
Dunhuang se divide en 4 poblados y 6 villas.
- Poblado Shazhou (沙州镇)
- Poblado Qili (七里镇)
- Poblado Suzhou (肃州镇)
- Poblado Mogao (莫高镇)
- Villa Yangjiaqiao (杨家桥乡)
- Villa Guojiabu (郭家堡乡)
- Villa Lüjiabu (吕家堡乡)
- Villa Zhuanqukou (转渠口乡)
- Villa Huangqu (黄渠乡)
- Villa Nanhu (南湖乡)

## Clima
Debido a la situación geográfica la precipitación ocurre sólo en pequeñas cantidades y se evapora rápidamente.
| Parámetros climáticos promedio de Dunhuang (1971−2000) | Parámetros climáticos promedio de Dunhuang (1971−2000) | Parámetros climáticos promedio de Dunhuang (1971−2000) | Parámetros climáticos promedio de Dunhuang (1971−2000) | Parámetros climáticos promedio de Dunhuang (1971−2000) | Parámetros climáticos promedio de Dunhuang (1971−2000) | Parámetros climáticos promedio de Dunhuang (1971−2000) | Parámetros climáticos promedio de Dunhuang (1971−2000) | Parámetros climáticos promedio de Dunhuang (1971−2000) | Parámetros climáticos promedio de Dunhuang (1971−2000) | Parámetros climáticos promedio de Dunhuang (1971−2000) | Parámetros climáticos promedio de Dunhuang (1971−2000) | Parámetros climáticos promedio de Dunhuang (1971−2000) | Parámetros climáticos promedio de Dunhuang (1971−2000) |
| Mes                                                    | Ene.                                                   | Feb.                                                   | Mar.                                                   | Abr.                                                   | May.                                                   | Jun.                                                   | Jul.                                                   | Ago.                                                   | Sep.                                                   | Oct.                                                   | Nov.                                                   | Dic.                                                   | Anual                                                  |
| ------------------------------------------------------ | ------------------------------------------------------ | ------------------------------------------------------ | ------------------------------------------------------ | ------------------------------------------------------ | ------------------------------------------------------ | ------------------------------------------------------ | ------------------------------------------------------ | ------------------------------------------------------ | ------------------------------------------------------ | ------------------------------------------------------ | ------------------------------------------------------ | ------------------------------------------------------ | ------------------------------------------------------ |
| Temp. máx. media (°C)                                  | −0.8                                                   | 4.9                                                    | 12.7                                                   | 21.2                                                   | 27.0                                                   | 30.9                                                   | 32.7                                                   | 31.7                                                   | 26.8                                                   | 18.8                                                   | 8.4                                                    | 0.6                                                    | 17.9                                                   |
| Temp. mín. media (°C)                                  | −14.6                                                  | −10.5                                                  | −3.2                                                   | 4.1                                                    | 9.6                                                    | 13.9                                                   | 16.4                                                   | 14.6                                                   | 8.5                                                    | 0.6                                                    | −5.5                                                   | −12.0                                                  | 1.8                                                    |
| Precipitación total (mm)                               | 0.8                                                    | 0.8                                                    | 2.1                                                    | 2.4                                                    | 2.4                                                    | 8.0                                                    | 15.2                                                   | 6.3                                                    | 1.5                                                    | 0.8                                                    | 1.3                                                    | 0.8                                                    | 42.4                                                   |
| Días de precipitaciones (≥ 0.1 mm)                     | 1.5                                                    | 0.9                                                    | 1.2                                                    | 1.3                                                    | 1.3                                                    | 3.7                                                    | 4.8                                                    | 2.6                                                    | 0.9                                                    | 0.5                                                    | 1.1                                                    | 1.3                                                    | 21.1                                                   |
| Horas de sol                                           | 219.0                                                  | 218.6                                                  | 254.9                                                  | 282.4                                                  | 320.2                                                  | 313.6                                                  | 318.9                                                  | 316.1                                                  | 296.1                                                  | 280.8                                                  | 230.4                                                  | 206.8                                                  | 3257.8                                                 |
| Humedad relativa (%)                                   | 52                                                     | 40                                                     | 35                                                     | 31                                                     | 33                                                     | 42                                                     | 45                                                     | 45                                                     | 45                                                     | 45                                                     | 51                                                     | 55                                                     | 43.3                                                   |
| Fuente: China Meteorological Administration            |                                                        |                                                        |                                                        |                                                        |                                                        |                                                        |                                                        |                                                        |                                                        |                                                        |                                                        |                                                        |                                                        |